# براندان غالفن
براندان غالفن (بالإنجليزية: Brendan Galvin)‏ هو شاعر أمريكي، ولد في 20 أكتوبر 1938 في إيفرت في الولايات المتحدة.